# Kristýna Kyněrová
Kristýna Kyněrová (Znojmo, República Checa, 3 de febrero de 1979) es una nadadora, retirada, especializada en pruebas de estilo libre. Fue campeona de Europa en 400 metros libres durante el Campeonato Europeo de Natación en Piscina Corta de 1996.

## Palmarés internacional
| Campeonato Europeo de Natación en Piscina Corta | Campeonato Europeo de Natación en Piscina Corta | Campeonato Europeo de Natación en Piscina Corta | Campeonato Europeo de Natación en Piscina Corta |
| Año                                             | Lugar                                           | Medalla                                         | Prueba                                          |
| ----------------------------------------------- | ----------------------------------------------- | ----------------------------------------------- | ----------------------------------------------- |
| 1996                                            | Rostock (Alemania)                              | Medalla de oro                                  | 400 m libre                                     |